# Lenka Krobotová
Lenka Krobotová (* 10. března 1977 Plzeň) je česká herečka, dcera herce a režiséra Miroslava Krobota a herečky Hany Doulové.

## Životopis
Vystudovala činoherní herectví na DAMU. V roce 2000 se stala členkou souboru Dejvického divadla. Vedle tohoto divadla působí i jako filmová a rozhlasová herečka. S bývalým manželem Václavem Havelkou má syny Šimona a Eliáše. V červenci 2023 se podruhé vdala za fotografa Vlada Bohdana.

## Divadelní role
- 1996 – Gréta – Ödön von Horváth: Don Juan se vrací z války, Divadlo Labyrint
- 1997 – Matrjona – Fjodor Michajlovič Dostojevskij: Bratři Karamazovi, Divadlo na Vinohradech
- 1998 – Zoja – Michail Bulgakov: Zojčin byt
- 1998 – Spakonie – Francis Beaumont, John Fletcher: Král nekrál, Činoherní klub
- 1998 – Paraška – Ivan Bunin: U cesty, A-studio Rubín
- 2000 – Matylda de la Mole – Stendhal: Červený a černý, Divadlo ABC
- 2000 – Amy Spettiguová – Brandon Thomas: Charleyova teta, Divadlo ABC

### Dejvické divadlo
- 2000 – Grušenka – Fjodor Michajlovič Dostojevskij: Bratři Karamazovi
- 2000 – Olga Sergejevna Iljinská – Ivan Alexandrovič Gončarov: Oblomov
- 2001 – Princezna – O zakletém hadovi
- 2002 – Sylvie – Petr Zelenka: Příběhy obyčejného šílenství
- 2002 – Fay – Joe Orton: Lup
- 2002 – Irina – Anton Pavlovič Čechov: Tři sestry
- 2002 – Marta – Miroslav Krobot: Sirup
- 2003 – Papagena – Wolfgang Amadeus Mozart: Kouzelná flétna,
- 2003 – Stella – Tennessee Williams: Tramvaj do stanice Touha
- 2004 – SEKEC MAZEC
- 2005 – Róza – Karel František Tománek: KFT/sendviče reality®
- 2005 – Kateřina – Petr Zelenka: Teremin
- 2006 – Charlotta – Johann Wolfgang Goethe: Spříznění volbou
- 2008 – Aglája – Fjodor Michajlovič Dostojevskij, Miroslav Krobot: Idiot
- 2010 – Úřednice v bance – Aki Kaurismäki: Muž bez minulosti
- 2012 – Evelyn – Irvine Welsh: Ucpanej systém
- 2013 – Máša – Anton Pavlovič Čechov: Racek
- 2014 – Dora Diamantová – Karel František Tománek: KAFKA '24, režie: Jan Mikulášek
- 2015 – Hermiona, Mopsa – William Shakespeare: Zimní pohádka[5]
- 2017 – Miroslav Krobot, Lubomír Smékal: Honey, společný projekt Dejvického divadla a Cirku La Putyka, režie: Miroslav Krobot, premiéra: 12. listopad 2017[6][7]
- 2018 – Lenny Binderová, Prostitutka, Spasitelka, Reportérka, Člověk, jako takový - Karel Čapek, Egon Tobiáš a kol.: Absolutno : Kabaret o konci světa,[8]
- 2021 – Linda - Daniel Majling: Vina?
- 2022 – Vévodkyně z Yorku - William Shakespeare: Richard III.
- 2022 – Paní Sirelli - Luigi Pirandello: Každý má svou pravdu
- 2023 – Victor Hugo & kol.: Bitva o Hernaniho

### Shakespearovské slavnosti
- 2022 Lady Macbeth, skotská královna William Shakespeare: Macbeth, Shakespearovské slavnosti Praha - Hrad, režie Jakub Krofta

## Filmografie

### Herecká filmografie
- 1991 – Wolfgang A. Mozart
- 1995 – O Šedivákovi (princezna Solei)
- 1997 – Stůj, nebo se netrefím! (dívka)
- 1999 – Silák a strašidla (Barča)
- 2001 – Naše děti (pomocnice Dáši)
- 2001 – May Day
- 2002 – Útěk do Budína (Alžběta Nedbalová)
- 2002 – Sprcha (dívka)
- 2002 – Oblomov (divadelní záznam) (Olga Sergejevna Iljinská)
- 2002 – Nevěsta s velkýma nohama (Alista)
- 2002 – Byla láska... (učitelka)
- 2003 – Sirup (divadelní záznam)
- 2003 – Jedna ruka netleská
- 2004 – Redakce – díl Radioaktivní den
- 2004 – Milenci & Vrazi
- 2005 – Restart (Sylvie)
- 2005 – Dobrá čtvrť
- 2005 – Doblba! (Tereza (žena Karla))
- 2006 – Poslední sezona (Zuzana, dcera Krásy)
- 2006 – O Šípkové Růžence (víla a královna Felicie)
- 2007 – Operace Silver A (Pavlasová)
- 2007 – Hraběnky
- 2008 – Taco a králíček (Elfi Martensová)
- 2008 – Karamazovi (Grušenka)
- 2008 – BrainStorm (zdravotní sestra)
- 2009 – Kriminálka Anděl – díl Lidská skládačka (žena v azylovém domě)
- 2009 – T.M.A. (Lucie)
- 2009 – Příběhy obyčejného šílenství (divadelní záznam) (Sylvie)
- 2009 – Ať žijí rytíři! (královna)
- 2010 – Teremin (divadelní záznam) (Kateřina Teremin)
- 2011 – Setkání s hvězdou: Jana Hlaváčová – povídka Nenávist (snacha Petra Cihlářová)
- 2011 – Čapkovy kapsy (Ema)
- 2012 – Ztracená brána (úřednice v bance)
- 2012 – Vrásky z lásky (snacha)
- 2012 – Šťastný smolař (paní u hrobníka)
- 2012 – Svlíkání (studentský film)
- 2012 – Setkání s hvězdou: Dagmar Havlová – povídka Tony (novinářka)
- 2014 – Škoda lásky
- 2014 – Díra u Hanušovic (Jaruna) – Český lev
- 2014 – Rozkoš (produkční ve studiu)
- 2014 – Čtvrtá hvězda (hotelová manažerka Tereza)
- 2014 – Život a doba soudce A. K. – díly Válka pokračuje a Rodina (Mgr. Korbelová, advokátka Jiřího Hubáčka)
- 2014–2017 – Až po uši (Markéta)
- 2016 – Ohnivý kuře (Manka Slepičková)
- 2016 – Kosmo (Drobková)
- 2017 – Kvarteto (Sylva)
- 2017 – trilogie Zahradnictví (Emilka)
- 2018 – Dabing Street (novinářka Iveta)
- 2019 – Vodník (Hana Kolihová)
- 2019 – Zkáza Dejvického divadla
- 2020 – Zrádci (Petra Vávrová)
- 2020 – Případ mrtvého nebožtíka (Marie)
- 2022 – Láska hory přenáší (Alexina matka)
- 2022 – Hlavne veľa lásky
- 2025 – Neporazitelní

### Dokumentární
- 2009 – Opus č. 50 na motivy Milady Horákové (studentský film)

### TV pořady
- O korunu krále Karla
- Hvězdný reportér
- Český lev 2008
- Barrandovský videostop

### Dabing
- 200x – TV film Jmenuji se Sam – Kathleen Robertson (servírka)
- 2012 – TV film Odsouzení – Clea DuVall (Brenda Marshová)
- 2012 – TV film Miláček – Uma Thurman (Madeleine Forestierová)

## Rozhlas
- 1999 Eugene O'Neill: Tak trochu básník, překlad: Břetislav Hodek, rozhlasová úprava: Marie Říhová, dramaturgie: Jiří Hubička, režie: Lída Engelová. Osoby a obsazení: Cornelius Melody (Alois Švehlík), Nora (Dana Syslová), Sára (Lenka Krobotová), Mickey Maloy (Pavel Kříž), Jamie Gregan (Svatopluk Skopal), Deborah Harfordová (Jana Preissová), O'Dowd (Zdeněk Maryška), Dan Rocha (Jan Szymik) a Nicholas Gadsby (Jaromír Meduna), Český rozhlas[9]
- 1999 Dmitrij Sergejevič Merežkovskij: Leonardo da Vinci, desetidílný rozhlasový seriál. Z překladu Anny Teskové připravil dramatizaci Roman Císař, v dramaturgii Jany Paterové režírovala Markéta Jahodová. Osoby a obsazení: Leonardo da Vinci (Viktor Preiss), Giovanni /Antonio/ Boltraffio (Tomáš Petřík), Cipriano Buonaccorsi (Karel Pospíšil), Grillo (Stanislav Fišer), Antonio da Vinci (Rostislav Čtvrtlík), Giorgio Merula (Vladimír Ráž), Strocco (Pavel Pípal), Faustino (Rudolf Kvíz), Girolamo Savonarola (Jiří Zahajský), Cesare da Sesto (Vladimír Dlouhý), Salaino, vl.jm. Gian Giacomo Caprotti (Jan Hrubec), Marco d'Oggione (Zdeněk Hruška), Mona Cassandra (Lenka Krobotová), Zoroastro (Alois Švehlík), dvorní topič (Steva Maršálek) a další. Hudba: Lukáš Matoušek.[10]
- 2001 František Pavlíček: Svatojánské vřesy, původní rozhlasová hra o složitosti a křehkosti lidských vztahů. Hudba Vladimír Rejlek, dramaturgie Jana Weberová, režie Ludmila Engelová. Hrají: Josef Somr, Daniela Kolářová, Lenka Krobotová, Vladimír Brabec, Ladislav Mrkvička, Johanna Tesařová, Václav Vydra, Jaromír Meduna a Radovan Lukavský.[11] V roce 2020 načetla audioknihu Mona (vydala Audiotéka).

## Ocenění díla
- Český lev 2014 v kategorii Nejlepší ženský herecký výkon ve vedlejší roli[12]